# Ditrichophora moraviae
Ditrichophora moraviae är en tvåvingeart som först beskrevs av Becker 1926.  Ditrichophora moraviae ingår i släktet Ditrichophora och familjen vattenflugor. Inga underarter finns listade i Catalogue of Life.